# Louis Bernard (homme politique, 1914-1946)
Pour les articles homonymes, voir Louis Bernard et Bernard.
Louis Bernard, né le 29 juin 1914 à Urzy (Nièvre) et mort le 2 septembre 1946 à Nevers (Nièvre), est un homme politique français.

## Biographie
Malgré de très bons résultats scolaires, Louis Bernard doit quitter l'école à 11 ans, pour aider à la petite ferme familiale, qu'il quitte cependant trois ans plus tard pour un emploi de raboteur sur métaux à Fourchambault. Déjà engagé dans l'action syndicale, il quitte la région, à la suite d'un conflit du travail, pour s'installer à Paris, où il est ouvrier du bâtiment.
Il revient dans la Nièvre en 1934, où il travaille à nouveau dans une usine de Fourchambault. Il y crée une section syndicale CGTU et anime une grève, ce qui lui vaut une condamnation judiciaire.
Pendant son service militaire, il est un appelé indiscipliné, ce qui lui vaut une mutation de régiment. A son retour à la vie civile, en 1937, il travaille dans une usine de Varennes-Vauzelles, comme ouvrier métallurgiste.
Il milite alors au sein des jeunesses communistes, mais surtout dans le syndicalisme.
Mobilisé en 1939, son action militaire lui vaut la Croix de Guerre. De retour à Varennes-Vauzelles en août 1940, il s'engage rapidement dans la résistance dans le cadre d'un petit réseau communiste clandestin local.
Arrêté par la gendarmerie en février 1941, il est condamné à huit mois de prison pour « menées communistes ». Il parvient cependant à s'évader en novembre, et se réfugie dans l'Indre, où il est de nouveau arrêté en décembre. Sa peine étant aggravée, il est détenu à Saint-Paul-d'Eyjaux jusqu'en juin 1943, puis au pénitencier de l'Ile de Ré, tenu par les Allemands.
Il parvient, fin 1943, à s'évader de l'hôpital militaire où il s'était fait admettre à la suite d'une mutilation volontaire. Il participe alors à l'organisation de l'évasion d'une trentaine de détenus de l'Ile de Ré.
Combattant dans les rangs des FTP à partir de l'été 1944, il participe à la libération de Vierzon, avant de revenir dans la Nièvre en septembre. Il devient alors secrétaire régional du PCF pour le département de la Nièvre.
Tête de la liste communiste pour l'élection de la première assemblée constituante en octobre 1945, il est élu député, réélu en juin 1946.
Il meurt dans un accident de la route, quittant Nevers pour rejoindre Paris, en septembre 1946 à l'âge de 32 ans.

## Détail des fonctions et des mandats
Mandats parlementaires
- 21 octobre 1945 - 10 juin 1946 : Député de la Nièvre
- 2 juin 1946 - 2 septembre 1946 : Député de la Nièvre